# Церковь Рождества Пресвятой Богородицы (Орехово-Зуево, поморская)
Церковь Рождества Пресвятой Богородицы — старообрядческий православный храм в городе Орехово-Зуево Московской области. Построен старообрядцами беспоповского поморского брачного согласия в 1884 году. Перестроен в 1912—1913 годах по проекту архитектора Ильи Бондаренко. Закрыт советскими властями в 1936 году. В 1990 году передан в совместное пользование общинам Русской православной старообрядческой церкви (РПСЦ) и Древлеправославной поморской церкви (ДПЦ). Община РПСЦ проводит богослужения в основной части храма, а поморская община располагается в северном приделе. Памятник градостроительства и архитектуры регионального значения.

## История
В 1884 году община старообрядцев-беспоповцев поморского брачного согласия построила молитвенный дом возле фабрики «Товарищества Зуевской мануфактуры И. Н. Зимина». 22 октября 1884 года его освятили во славу Рожества Пресвятой Богородицы и святителя Николы. На момент постройки моленная не имела звонницы и не была увенчана крестами, что было запрещено для старообрядческих сооружений, но была просторной и вместительной внутри. Имя первого настоятеля неизвестно. В 1893—1904 годах настоятелем был Иван Васильевич Уткин, а после него в 1905—1936 годах настоятельствовал Симеон Васильевич Герасимов.
Жизнь старообрядцев существенно изменилась после издания Указа «Об укреплении начал веротерпимости» в 1905 году. Теперь старообрядцы могли свободно исповедовать свою веру, строить храмы и иметь государственную регистрацию общин. Община была зарегистрирована под названием «Зуевская община старообрядцев поморского брачного согласия». Количество старообрядцев-поморцев быстро росло и моленная не могла вместить всех желающих. Поэтому 17 ноября 1911 года совет общины подаёт прошение московскому губернатору о разрешении на перестройку и расширение храма. Разрешение было получено 10 мая 1912 года. Проект реконструкции разработал московский архитектор Илья Евграфович Бондаренко. Проект включал сооружение боковых приделов и притвора, с надстроенной над ним звонницей; увеличение внутренней площади здания путём переноса западной стены; устройство хоров внутри храма у западной стены.
19 августа 1912 года состоялся торжественный молебен по случаю начала перестройки и закладка внешних углов придела и притворов. Восточный угол южного придела закладывал духовный наставник С. В. Герасимов, западный — Ф. К. Зимин и С. Н. Свешников; углы притвора — Д. Ф. Крюков и Н. Г. Хвальковский; углы дверного придела — М. И. Беляев и М. Р. Дмитриев. Обновлённый храм 22 декабря 1913 года освящали духовные наставники Симеон Васильевич Герасимов и Василий Иванович Смирнов. Расширенный храм мог вместить более тысячи прихожан. В 1916 году Иван Викулович Морозов жертвует общине 10 тысяч рублей на возведение центральной главы храма, но Революция 1917 года разрушила эти планы.
В 1917 году Временное правительство приняло решение о слиянии сёл Орехово и Зуево, а также местечка Никольское в единый город Орехово-Зуево. Таким образом, на территории города оказалось как минимум четыре храма, посвящённых Рождеству Пресвятой Богородицы: православный собор в Зуеве, православная церковь в Орехове, этот храм и построенный в 1908 году с ним по соседству храм старообрядцев-поповцев белокриницкого согласия, приемлющих Окружное послание.
В 1924 году и в марте 1927 года в храме собирался поморский Московский областной духовный совет. 29 февраля 1936 года президиум облисполкома постановил закрыть храм «по просьбам трудящихся», а здание передать под аэроклуб и дом обороны. Старообрядцы написали коллективное письмо, которое подписали около 300 человек, на имя М. И. Калинина с ходатайством о возвращении храма, но это ничего не изменило. Поморцам удалось сохранить иконы и богослужебные книги. Позднее часть икон была пожертвована даугавпилской общине, пострадавшей от пожара, ещё часть — московской общине, а остальные — другим общинам и частным лицам. До распада СССР поморцы Орехово-Зуева продолжали собираться нелегально.
1 августа 1990 года по решению городского Совета народных депутатов храм передали общине Русской православной старообрядческой церкви, которая начала его восстановление. Работами руководили протоиерей Леонтий Пименов и председатель церковного совета Константин Иванович Титов (будущий предстоятель РПСЦ митрополит Московский Корнилий), проект восстановления разработала дочь протоиерея Леонтия архитектор Вера Леонтьевна Пименова. По соглашению общин северный придел передали поморцам.
В 1999 году храм провозглашён памятником истории и культуры регионального значения. 8 сентября 2013 года состоялось освящение восстановленной поповской (РПСЦ) части храма, которое совершили митрополит Московский и всея Руси Корнилий (Титов), епископ Кишиневский и всея Молдавии Евмений (Михеев), епископ Уссурийский и всего Дальнего Востока Патермуфий (Артемихин). 9 сентября 2018 года митрополит Корнилий совершил освящение восстановленной храмовой колокольни, разрушенной в советский период.